# Ewald von Kleist
Paul Ludwig Ewald von Kleist (Braunfels, Hesse, Imperio alemán; 8 de agosto de 1881-Prisión Central de Vladímir, cerca de Moscú, URSS; c. 13 de noviembre de 1954) fue un mariscal de campo alemán durante la Segunda Guerra Mundial. Kleist era el comandante del Grupo Panzer Kleist (más tarde renombrado como 1.er Ejército Panzer), la primera formación operativa de varios cuerpos Panzer en la Wehrmacht durante la Batalla de Francia, la Batalla de Bélgica, la Invasión de Yugoslavia y la Operación Barbarroja.
Durante la Batalla de Francia, las unidades bajo el mando de Kleist incluyeron el cuerpo blindado de Heinz Guderian y encabezaron el ataque blitzkrieg a través del bosque de las Ardenas, flanqueando la Línea Maginot. Sus divisiones panzer finalmente se adentraron profundamente en Francia, lo que resultó en la derrota de los aliados.
Durante los últimos días de la Operación Azul, Kleist fue nombrado comandante en jefe del Grupo de Ejércitos A, la ofensiva de verano alemana de 1942 en el sur de Rusia. Sus continuos desacuerdos con Hitler sobre decisiones estratégicas llevaron a su destitución en marzo de 1944, después de la derrota alemana en la margen derecha de Ucrania durante la Ofensiva del Dniéper-Cárpatos.
Después de la guerra, fue extraditado primero a Yugoslavia, donde fue sentenciado a quince años de trabajos forzados y, posteriormente, a la Unión Soviética donde fue condenado a veinticinco años de prisión por crímenes de guerra; murió en la cárcel.

## Biografía

### Infancia y juventud
Paul Ludwig Ewald von Kleist nació en la pequeña localidad de Braunfels en el distrito de Lahn-Dill, al oeste del actual estado de Hesse, en el seno de una familia noble los Kleist, una antigua familia de Pomerania con una larga historia de servicio militar. Había habido dos mariscales de campo prusianos anteriores en su familia. Su padre era Christof Hugo von Kleist, un funcionario de alto rango.
El 9 de marzo de 1900, a la edad de 18 años, Kleist se unió al regimiento de artillería de campaña de Prusia, General Feldzeugmeister No. 3 como fahnenjunker. Fue comisionado como teniente el 18 de agosto de 1901. El 22 de marzo de 1914, fue ascendido a capitán y se unió al Regimiento N.° 1 de Leib-Husaren.
Durante la Primera Guerra Mundial, Kleist sirvió en el Frente Oriental y comandó un escuadrón de caballería en la Batalla de Tannenberg. De 1915 a 1918 sirvió como oficial de estado mayor de la División de Caballería de la Guardia (Imperio Alemán) en el Frente Occidental.

### Preguerra
Después del final de la Primera Guerra Mundial, Kleist se unió a los Freikorps y participó en las guerras de independencia de Letonia y Estonia como miembro de la División de Hierro (véase Freikorps en el Báltico). En junio de 1919, dirigió un grupo de ataque durante la Batalla de Cēsis.
Kleist se unió a la Reichswehr en 1920. De 1924 a 1928 fue asignado como instructor de tácticas en la Escuela de Caballería de Hannover. En 1928 se desempeñó como jefe del Estado Mayor de la 2.ª División de Caballería en Breslau, luego de 1929 a 1931 ocupó el mismo puesto en la 3.ª División en Berlín. Fue ascendido a coronel en 1931 y se le dio el mando del 9.º Regimiento de Infantería (prusiano) en Potsdam. A principios de 1932, se le dio el mando de la 2.ª División de Caballería. En octubre de 1932, fue ascendido a mayor general.
Kleist era un monárquico, y no se involucró especialmente en la política de la República de Weimar. Después de la toma del poder por los nazis, la  Reichswehr se integró en la recién formada Wehrmacht. El 1 de diciembre de 1933, fue ascendido a teniente general. En octubre de 1934, asumió el mando del «Ejército de Breslau», que más tarde se reorganizó en el VIII Cuerpo de Ejército. En 1935 se le dio el mando del VIII distrito militar, recién formado responsable de Silesia mientras simultáneamente se desempeñaba como comandante general del VIII Cuerpo del Ejército. El 1 de agosto de 1936, fue ascendido a General der Kavallerie.
En febrero de 1938, Kleist estuvo involucrado en el Escándalo Blomberg-Fritsch y se vio obligado a retirarse del servicio militar cuando Hitler purgó al ejército de personal que no simpatizaba con el régimen nazi. Después de su jubilación, adquirió una propiedad cerca de Breslau.

## Segunda Guerra Mundial
Fue llamado nuevamente a filas por la Wehrmacht al iniciarse la guerra en 1939, a la edad de 58 años, como comandante en jefe del XXII Cuerpo de Ejército Motorizado. Tomó parte en la invasión de Polonia en septiembre de 1939.

### Invasión de Francia
En mayo de 1940, se formó el Grupo Panzer Kleist, la primera formación operativa de varios cuerpos Panzer en la Wehrmacht. El Panzer Group Kleist, que constaba del XIV Cuerpo, XLI Cuerpo Panzer y XIX Cuerpo Panzer, este último al mando de Heinz Guderian, jugó un papel fundamental en la Invasión de Bélgica, Francia y los Países Bajos. El 10 de mayo, encabezó el avance alemán en las Ardenas, mientras avanzaba por el sur de Bélgica, Kleist y Guderian se enfrentaron sobre dónde debería caer el principal punto de esfuerzo. Kleist, el superior inmediato de Guderian, presionó para que el punto principal llegara a Flize, más al oeste de Sedán. Kleist argumentó que el golpe evitaría un cruce de río doble en el canal del Mosa (en Sedán) y en las Ardenas (al oeste de Sedán). Además, el ataque golpearía en la línea divisoria entre el Noveno Ejército Francés y el Segundo Ejército Francés. Guderian vio las cosas de manera diferente, y señaló que un avance a lo largo de las líneas del plan de Kleist pondría el flanco del avance dentro del alcance de la artillería de la fortaleza en Charleville-Mézières, 25 kilómetros al noroeste de Sedán. El cambio de operaciones más al norte también dispersaría la concentración (o Schwerpunkt ) e interrumpiría la intensa planificación de las unidades tácticas alemanas, que habían estado entrenando para el ataque Sedán y un avance hacia el noroeste, durante varios meses. También consideró que un período de reagrupamiento frente a Sedán retrasaría el asalto durante 24 horas y permitiría a los franceses traer refuerzos. Kleist estuvo de acuerdo en que tal demora era inaceptable, por lo que, finalmente aceptó el plan de Guderian.
El Grupo Panzer Kleist aplastó las defensas francesas en Sedán, avanzó hacia el oeste y llegó al mar, formando una enorme bolsa que contenía varios ejércitos belgas, británicos y franceses.
Kleist dijo sobre su papel en la campaña francesa después de la guerra:

Sin ser excesivamente modesto, puedo afirmar que fui el comandante del ejército más activo en Francia y que acorté la campaña francesa en muchos meses gracias a mis acciones con los panzer.

### Invasión de Yugoslavia

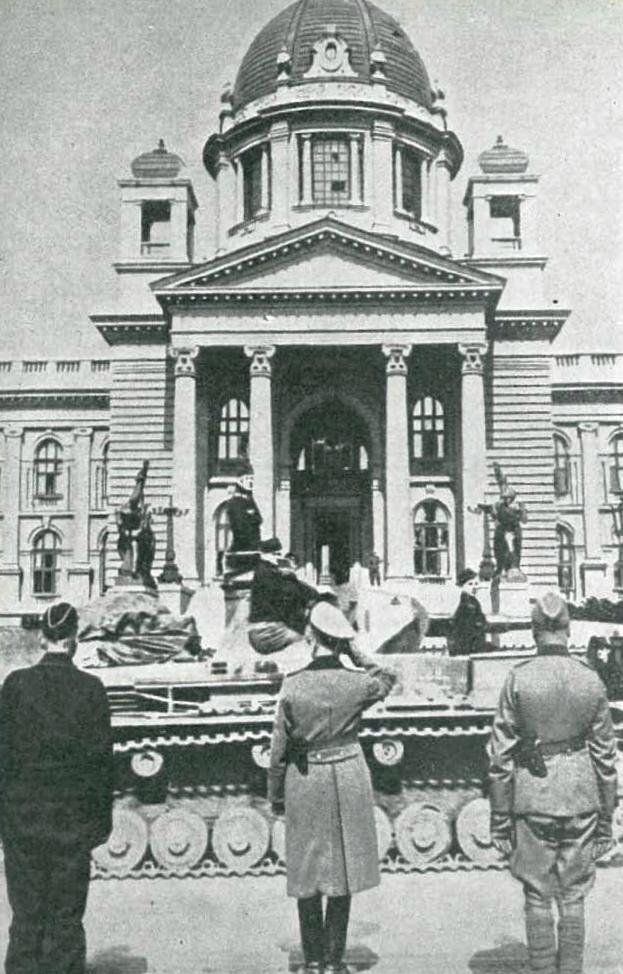
Desfile del ejército alemán en el Belgrado ocupado el 14 de abril de 1941. El coronel general von Kleist es él que está en medio de espaldas

El 19 de julio de 1940, Kleist fue ascendido a Generaloberst y recibió la Cruz de Caballero de la Cruz de Hierro. En abril de 1941, el Grupo Panzer Kleist pasó a llamarse 1.er Grupo Panzer y encabezó la invasión de Yugoslavia. Desplegado contra Yugoslavia central (Serbia), las unidades del 1.er Grupo Panzer fueron las primeras en entrar en Belgrado.
El 1.er Grupo Panzer de von Kleist estaba formado por el XIV Cuerpo Panzer (Gustav von Wietersheim) con las 5.ª División Panzer, 11.ª División Panzer, 29.ª División de Infantería y  la 4.ª División de Montaña y con el XI Cuerpo de Infantería (Joachim von Kotzfleisch) con la 60.ª División de Infantería Motorizada.
En la madrugada del 8 de abril, el 1.er Grupo Panzer atacó desde Sofía. El XIV Cuerpo de Ejército Panzer cruzó la frontera al sur de Pirot y se dirigió en sentido noroeste hacia Niš, con la 11.ª División Panzer en vanguardia, seguida de cerca por la 5.ª Panzer y la 294.ª de Infantería; a estas les seguían a su vez la 60.ª División Motorizada y la 4.ª División de Montaña. El rápido avance alemán a pesar de la dura resistencia yugoslava permitió a la Werhmacht hacerse con los puentes de Niš y del Morava.
Después de alcanzar Niš y rotas las defensas yugoslavas, el XIV Cuerpo Panzer  alemán se dirigió al norte en dirección a Belgrado. El XXXXVI Cuerpo Panzer alemán había avanzado a través de la llanura de Eslavonia desde Austria para atacar Belgrado desde el oeste, mientras que el XXXXI Cuerpo Panzer amenazaba la ciudad desde el norte después de lanzar su ofensiva desde Rumania y Hungría. El 11 de abril, Yugoslavia estaba atravesada por columnas blindadas alemanas y la única resistencia que quedaba era un gran núcleo del ejército yugoslavo alrededor de la capital.

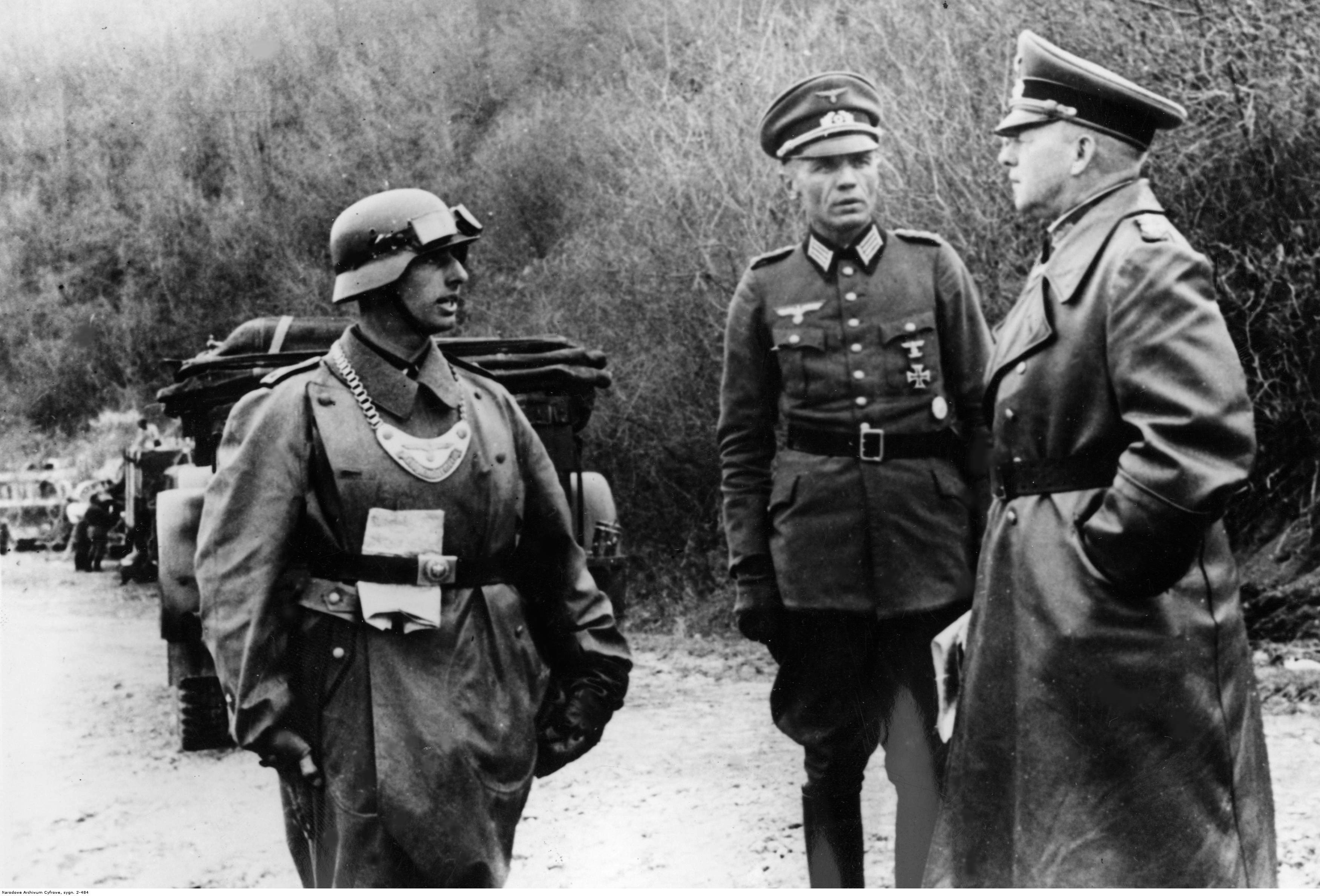
El General Ewald von Kleist durante la invasión de Yugoslavia en 1941

La tarde del 12, el SS-Obersturmführer Klingenberg de la 2.ª División SS de Infantería Motorizada cruzó el Danubio con una patrulla utilizando lanchas hinchables, ya que todos los puentes habían sido destruidos. La patrulla entró en Belgrado sin problemas y, a las 19.00 horas, el alcalde le entregó la ciudad, acompañado por un representante del ministerio de Relaciones Exteriores alemán, que las fuerzas yugoslavas habían arrestado al inicio de la invasión. A las 17:00, unidades alemanas habían ocupado ya el Ministerio de Defensa y la embajada alemana.

### Invasión de la Unión Soviética
En junio de 1941, con el inicio de la Operación Barbarroja, Kleist lideró el 1.er Grupo Panzer como parte del Grupo de Ejércitos Sur, encargado de la captura de Moldavia y Ucrania, y vio el éxito en la fase inicial de la invasión, avanzando profundamente en Ucrania. El 1.er Grupo Panzer rompió la Línea Stalin y luego derrotó a los cinco cuerpos mecanizados del 5.º y 6.º Ejército soviéticos en la Batalla de Brody (del 23 al 30 de junio de 1941). En julio de 1941 durante la Batalla de Uman, el 1.er Grupo Panzer rompió las líneas del Frente Sur soviético, lo que provocó el cerco y la aniquilación de los ejércitos 6.º y 12,º soviéticos al sureste de la ciudad de Uman (en la actual Óblast de Cherkasy). Durante la Primera Batalla de Kiev de agosto a septiembre de 1941, el giro hacia el norte del 1.er Grupo Panzer desde el centro de Ucrania junto con el avance hacia el sur del 2.º Grupo Panzer desde Smolensk condujo al cerco y a la posterior destrucción de todo el Frente Sudoeste soviético al este de Kiev, lo que infligió más de 600.000 pérdidas al Ejército Rojo. Sin embargo, la campaña había sido muy costosa para la Wehrmacht, para entonces las fuerzas alemanas tenían solo la mitad de los tanques que tenían tres meses antes.
Después de que concluyeron las operaciones en Kiev, el 1.er Ejército Panzer de Kleist avanzó hacia el este para capturar la importante región industrial del Donbass. El 26 de septiembre de 1941 la Batalla del Mar de Azov comenzó cuando el Frente Sur lanzó un ataque en la costa norte del Mar de Azov contra el 11.º Ejército alemán que avanzaba hacia Crimea. El 1 de octubre, el 1.º Ejército Panzer barrió hacia el sur y rodeó a los dos 9.º y 18.º ejércitos atacantes soviéticos en Melitopol (Óblast de Zaporiyia), para el 11 de octubre ambos ejércitos soviéticos habían sido destruidos y el 1.er Ejército Panzer había tomado el Donbass. El 1.er Ejército Panzer atacó entonces al este a lo largo de la costa del Mar de Azov hacia Rostov cerca de la desembocadura del río Don, la última barrera antes del Cáucaso. 

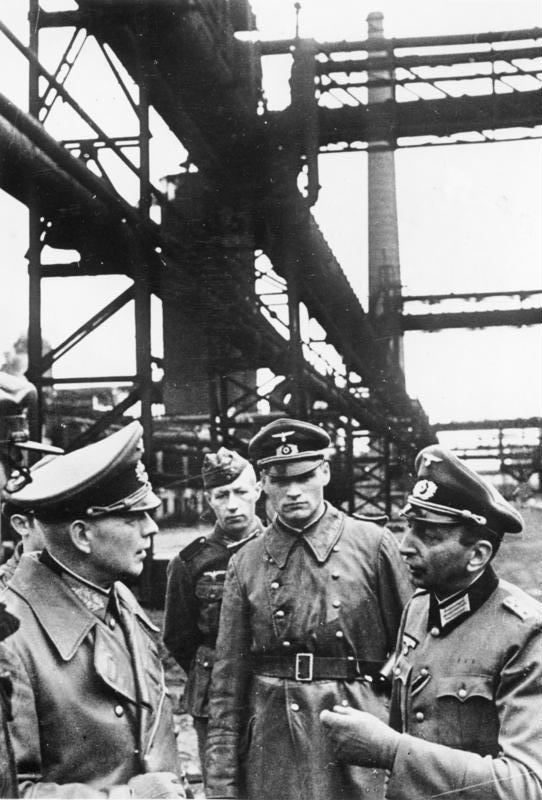
Kleist (izquierda) inspecciona una gran fábrica de hierro y acero en Ucrania recientemente tomada por sus tropas, 1941

El 17 de noviembre de 1941, las fuerzas alemanas se abrieron paso a través del río Mius y lanzaron una ofensiva contra el Frente Sur en Rostov. El 19 de noviembre de 1941, el 1.º Ejército Panzer llegó a Rostov y al día siguiente se apoderaron de los puentes sobre el río Don. Tres días después de llegar a Rostov, el 1.er Ejército Panzer había capturado la ciudad. Sin embargo, el 27 de noviembre el Frente Sur, como parte de la Operación Ofensiva Estratégica de Rostov, contraatacó la punta de lanza del 1.º Ejército Panzer desde el norte, obligándolos a retirarse de Rostov. Para el 2 de diciembre de 1941, las fuerzas soviéticas habían reconquistado Rostov y obligaron al 1.er Ejército Panzer a retirarse al río Miús, cerca de Taganrog. Esto marcó la primera gran retirada alemana de la guerra. El 18 de febrero de 1942, Kleist recibió las Hojas de Roble para su Cruz de Caballero.
En 1942, el régimen nazi entregó a Kleist una propiedad valorada en 567 000 Reichsmarks. Una finca en Silesia que ya era propiedad de Kleist se amplió en 100 hectáreas; Esta extensión en particular se refería a un terreno confiscado de propiedad judía que estaba siendo dividido. Esto fue parte de la política de Hitler de comprar la lealtad de sus comandantes superiores.
El 17 de mayo de 1942, durante la Segunda batalla de Járkov, como parte de la Operación Fredericus, el 1.er Ejército Panzer de Kleist atacó la cabeza de puente de Barvinkove desde el sur, avanzando hasta diez kilómetros en el primer día del ataque. El 19 de mayo, el 6.º Ejército alemán dirigido por el general Friedrich Paulus lanzó una ofensiva al norte de la cabeza de puente, rodeando al 6.º y al 57.º ejércitos soviéticos. Después de seis días de cerco, ambos ejércitos fueron destruidos. Para el 28 de mayo, los ejércitos de Kleist y Paulus habían capturado 240 000 prisioneros y destruido o capturado más de 1250 tanques soviéticos y 2000 piezas de artillería.

### Ofensiva en el Cáucaso
El verano de 1942, el Grupo de Ejércitos Sur fue subdividido en el Grupo de Ejércitos A y B. El Grupo de Ejércitos A, que incluía al 1.º Ejército Panzer de Kleist, tenía la tarea de dirigir el empuje del Eje hacia el Cáucaso en la ejecución de la operación Fall Blau, la ofensiva alemana que tenía como objetivo capturar los importantes campos petrolíferos de Grozny y Bakú. El 1.º Ejército Panzer iba a encabezar el ataque. El Grupo de Ejércitos A avanzó profundamente en el sur de Rusia, capturando Rostov, Maykop, Krasnodar y la región de Kubán. Sin embargo, la fuerte resistencia soviética y las sobreextendidas líneas de aprovisionamiento del Eje finalmente, redujeron la ofensiva a pequeños avances e impidieron que el Grupo de Ejércitos A capturara sus objetivos finales.
El 22 de noviembre de 1942, casi al final de la ofensiva, Kleist reemplazó al Mariscal de Campo Wilhelm List como comandante del Grupo de Ejércitos A. Hitler le ordenó que mantuviera sus posiciones y reanudara la ofensiva, si las fuerzas del Eje tomaban Stalingrado. Esta posibilidad terminó después de que los soviéticos lanzaran fuertes contraofensivas contra los 3.º y 4.º Ejércitos rumanos (véase Operación Urano), que rodearon al 6.º Ejército alemán en Stalingrado, y posteriormente lanzaran la Operación Pequeño Saturno (diciembre de 1942 a febrero de 1943). Dicha operación tenía como objetivo último cercar el Grupo de Ejércitos A en el Cáucaso, sin embargo, el lento alcance de la ofensiva soviética, lastrada por dificultades logísticas y por la dura resistencia de las tropas del Eje, le dio a Kleist tiempo suficiente para retirar su Grupo de Ejércitos A en dirección a la región de Kubán, abandonando el Cáucaso y cualquier posibilidad de capturar los pozos de petróleo de la zona.
Kleist dijo después de la guerra:

La captura de Stalingrado fue secundaria al objetivo principal. Sólo tenía importancia como lugar conveniente, en el cuello de botella entre el Don y el Volga, donde podíamos bloquear un ataque a nuestro flanco por parte de las fuerzas rusas procedentes del este. Al principio, Stalingrado no era más que un nombre en el mapa para nosotros.

Kleist también dijo que trató de persuadir a Hitler de que no utilizara tropas rumanas, húngaras e italianas para cubrir el largo y expuesto flanco de los ejércitos alemanes que avanzaban. Sin embargo, Hitler no escuchó. Este le dijo que estas tropas «sólo se utilizarían para mantener el flanco a lo largo del río Don desde Vorónezh hasta la curva sur del río y más allá de Stalingrado hasta el Caspio», que, según Hitler, eran los «sectores más fáciles de mantener».

### Batallas en Ucrania

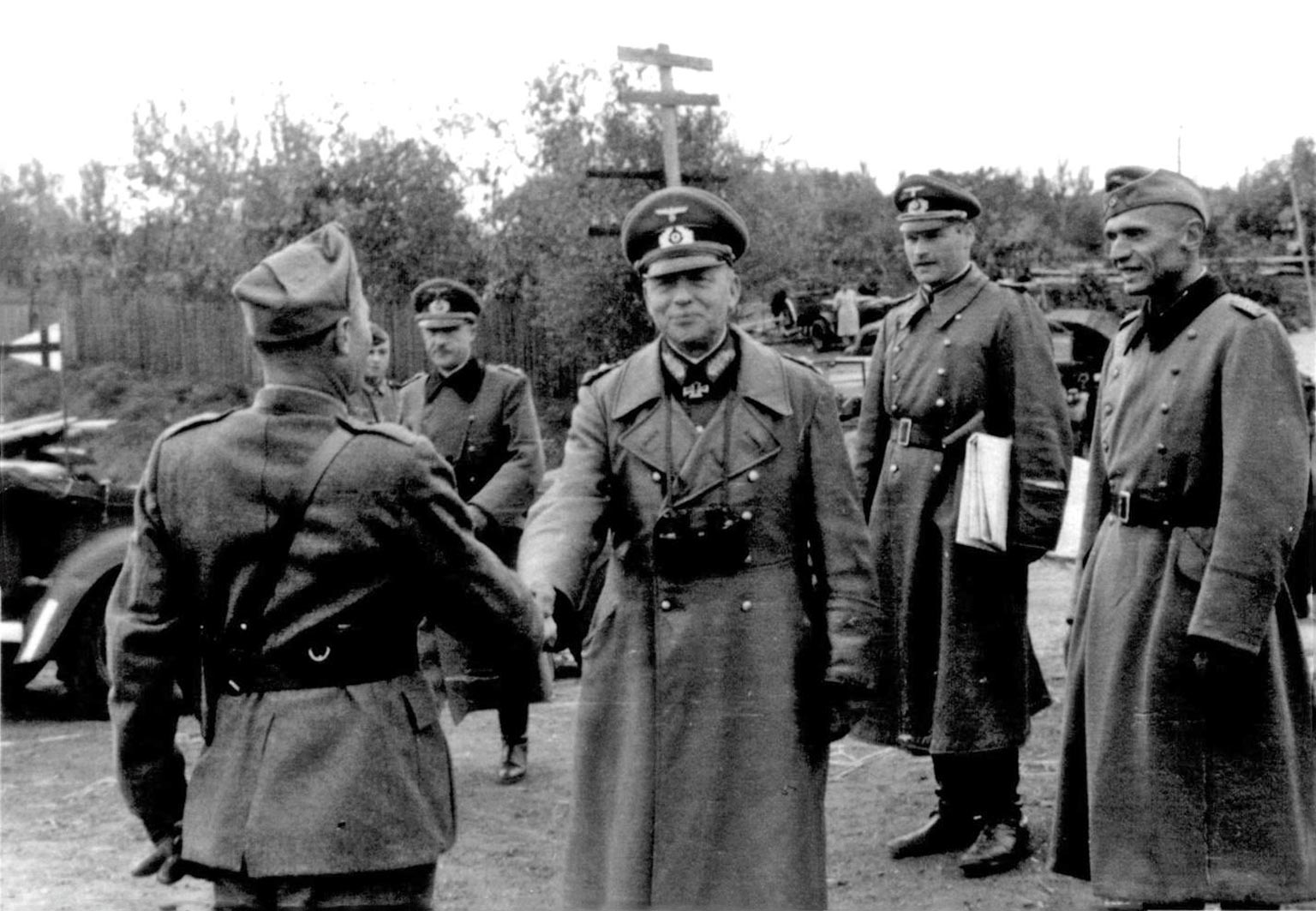
Kleist saluda a un oficial italiano cerca de Dnepropetrovsk, 1941

El 1 de febrero de 1943, Kleist fue ascendido a mariscal de campo. En julio de 1943, el Ejército Rojo lanzó una ofensiva masiva a lo largo del río Dnieper. En diciembre de 1943, los soviéticos habían conquistado la orilla occidental del Dnieper y el Grupo de Ejércitos A de Kleist se vio obligado a retirarse al suroeste de Ucrania. En diciembre de 1943, los soviéticos lanzaron la Ofensiva del Dniéper-Cárpatos contra el Grupo de Ejércitos Sur reconstituido de Erich von Manstein, con la intención de capturar todos los territorios de Ucrania y Moldavia aún ocupados por el Eje. Como parte de la fase inicial de la ofensiva, el Tercer Frente Ucraniano soviético al sur lanzó la Ofensiva Nikópol-Krivoi Rog contra el Grupo de Ejércitos A de Kleist. Procediendo lentamente al principio, el frente finalmente destruyó el saliente proyectándose alrededor de Krivói Rog y Nikópol, costando a los alemanes las importantes explotaciones mineras que allí se encontraban, así como casi rodeando al 6.º Ejército.
A finales de marzo de 1944, los soviéticos habían recuperado la mayor parte de la Ucrania Occidental, los alemanes fueron derrotados con veinte divisiones destruidas, disueltas o requiriendo una reconstrucción importante, mientras que otras sesenta divisiones se redujeron a un 50% de su fuerza de combate oficial. Kleist había estado en desacuerdo con Hitler sobre la retirada del Grupo de Ejércitos A durante la ofensiva. Había exigido permiso para retirar sus fuerzas a posiciones más defendibles, sin embargo, Hitler ordenó a sus ejércitos que permanecieran donde estaban.

### Últimos años
Las sucesivas derrotas alemanas llevaron a Hitler a relevar a los Generalfeldmarschall Erich Von Mastein y Von Kleist, los comandantes de los Grupos de Ejércitos Sur y A respectivamente. El 30 de marzo de 1944, Hitler envió su avión personal para recoger a los dos oficiales y llevarlos a su cuartel general. Allí los condecoró con las Espadas para sus Cruces de Caballero de la Cruz de Hierro, y les dijo que no necesitaba maestros de la táctica sino comandantes que llevaran a sus subordinados al límite. Fueron sustituidos por los recién ascendidos Generalfeldmarschall Walter Model y Generaloberst Ferdinand Schörner.
Después del atentado del 20 de julio de 1944, fue arrestado por la Gestapo. Aunque su primo, Ewald-Heinrich von Kleist-Schmenzin, era un conspirador importante, no pudieron encontrar información que vinculara directamente a Kleist con Claus von Stauffenberg o con otros conspiradores comoː el general Friedrich Olbricht, el coronel Albrecht Ritter Mertz von Quirnheim, el teniente Werner von Haeften o con el intento de asesinato de Hitler que había fracasado y, por lo tanto, fue puesto en libertad.
Después de ser relevado del mando por Hitler, se retiró a su casa en Baviera. Allí fue capturado por la 26.ª División de Infantería estadounidense, el 25 de abril de 1945, y transferido al campo de prisioneros de Trent Park, en Inglaterra. Posteriormente, fue trasladado a Island Farm (también conocido como Special Camp 11) en Bridgend, en Gales. Desde allí, fue entregado, el 31 de agosto de 1946, a Yugoslavia, donde fue condenado a quince años de trabajos forzados por llevar a cabo una guerra de agresión, en el transcurso de su juicio von Kleist dijo: «El ataque aéreo sobre Belgrado en 1941 tenía un carácter principalmente político-terrorista y no tenía nada que ver con la guerra. Ese bombardeo aéreo fue una cuestión de vanidad de Hitler, su venganza personal».  Kleist fue el comandante de más alto rango de la Wehrmacht en ser juzgado en Yugoslavia; el segundo comandante de mayor rango fue el Generaloberst Alexander Löhr, quien comandó las fuerzas alemanas en el sudeste de Europa y dirigió la Operación Retribución. En 1947, Löhr fue condenado a muerte y ejecutado por crímenes de guerra en la ciudad de Belgrado.
En 1948, fue extraditado a la Unión Soviética donde fue condenado a veinticinco años de prisión en 1952, por crímenes de guerra. Kleist fue uno de los tres mariscales de campo alemanes capturados por las fuerzas soviéticas, los otros dos fueron Ferdinand Schörner y Friedrich Paulus. Los fiscales soviéticos presentaron pruebas y testimonios de que Kleist ejecutó y emitió órdenes criminales. La sentencia decía que sólo en el territorio de Krasnodar, las fuerzas alemanas, incluidas unidades bajo su mando, mataron a más de 61 000 ciudadanos soviéticos, destruyeron más de 63 000 edificios industriales y económicos, saquearon granjas colectivas, robaron cientos de miles de cabezas de ganado, quemaron decenas de aldeas y destruyeron numerosas escuelas, hospitales e instituciones infantiles.
Durante su cautiverio pasó por la prisión de Butirka, la prisión de Lefortovo y la prisión central de Vladímir, donde fue trasladado después de la muerte de Stalin en marzo de 1954. Murió de arteriosclerosis en cautiverio en 1954 y su cuerpo fue arrojado a una fosa común en el cementerio municipal de Vladímir. Fue el oficial alemán de mayor graduación que murió en cautiverio en la Unión Soviética.

## Condecoraciones
- Cruz de Hierro (1914) 2.ª clase (4 de octubre de 1914) y 1.ª clase (27 de enero de 1915)[41]
- Broche de la Cruz de Hierro (1939) Segunda Clase (17 de septiembre de 1939) y Primera Clase (27 de septiembre de 1939)[41]
- Cruz Hanseática
- Cruz de Caballero de la Cruz de Hierro con Hojas de Roble y Espadas
  - Cruz de Caballero el 15 de mayo de 1940 como General der Kavallerie y comandante general del XXII. Armeekorps (Panzergruppe "von Kleist")[42]
  - Hojas de roble el 17 de febrero de 1942 como  Generaloberst  y comandante en jefe del Panzergruppe 1[42]